# Allodia zaitzevi
Allodia zaitzevi är en tvåvingeart som beskrevs av Olavi Kurina 1997. Allodia zaitzevi ingår i släktet Allodia och familjen svampmyggor.
Artens utbredningsområde är Estland. Arten är reproducerande i Sverige. Inga underarter finns listade i Catalogue of Life.